# Chad Gray
Chad Gray (Decatur, Illinois, 1971. október 16. –) amerikai metálénekes. A Mudvayne nu metal zenekar, valamint a Hellyeah groove metal, heavy metal együttes énekese. 
A Mudvayne-t 1996-ban alapította Greg Tribbett-tel, Matthew McDonough-val és Shawn Barclay-val. Később Shawn Barclay kiszállt, ezért Ryan Martine jött a helyére. 2010-től 2021-ig szünetet tartott a Mudvayne, de 2021 óta újra koncerteznek
A Hellyeah-t 2006-ban alapította Tom Maxwell gitárossal. Később csatlakozott Vinnie Paul, Greg Tribbett, és Jerry Montano. 
Chad Gray jelenleg (2022) a Mudvayne együttessel koncertezik világszerte, ezért a Hellyeah 2021-től szünetet tart. 
(Chad sosem tartotta magát rocksztárnak)

## Albumok a Hellyeah-val
- Hellyeah (2007)
- Stampede (2010)
- Band Of Brothers (2012)
- Undeniable (2016),
- Welcome Home (2019)

## Albumok a Mudvayne-nal
- Kill I Oughtta (1997) (EP)
- L.D.50 (2000)
- The End Of All Things to Come (2002)
- Live Bootleg (2003) (élő)
- All Access to All Things (2003)
- Lost And Found (2005)
- The New Game (2008)
- Mudvayne (2009)
- Playlist: The Very Best Of Mudvayne (2011)